# Чемпіонат Південної Америки з легкої атлетики в приміщенні 2025
Чемпіонат Південної Америки з легкої атлетики в приміщенні 2025 пройшов 22-23 лютого на «Estadio Municipal» в Кочабамбі.

## Призери

### Чоловіки
| Дисципліни            | Золото                                                          | Золото     | Срібло                                                              | Срібло     | Бронза                                                                    | Бронза  |
| --------------------- | --------------------------------------------------------------- | ---------- | ------------------------------------------------------------------- | ---------- | ------------------------------------------------------------------------- | ------- |
| 60 метрів             | Нейкер Абелло Колумбія                                          | 6,60       | Феліпе Барді Бразилія                                               | 6,64       | Франко Флоріо Аргентина                                                   | 6,67    |
| 400 метрів            | Еліан Ларрегіна Аргентина                                       | 47,21      | Келвіс Падріно Венесуела                                            | 47,42      | Хав'єр Гомес Венесуела                                                    | 47,91   |
| 800 метрів            | Леонардо Сантус Бразилія                                        | 1.49,94 CR | Марко Вілька Перу                                                   | 1.51,01    | Гільерме Ореньяс Бразилія                                                 | 1.51,02 |
| 1500 метрів           | Тьягу Андре Бразилія                                            | 3.50,09 CR | Давід Нінавія Болівія                                               | 3.52,48 NR | Єферсон Куно Перу                                                         | 3.59,27 |
| 3000 метрів           | Давід Нінавія Болівія                                           | 8.30,66    | Віктор Агілар Болівія                                               | 8.37,31    | Єферсон Куно Перу                                                         | 8.38,83 |
| 60 метрів з бар'єрами | Едуарду ді Деус Бразилія                                        | 7,67       | Тьягу Орнелас Бразилія                                              | 7,67       | Франсіско Ферреккіо Аргентина                                             | 7,94    |
| 4×400 метрів          | ВенесуелаХав'єр Гомес Раян Лопес Себастьян Лопес Келвіс Падріно | 3.18,29    | БолівіяМарсело Перес Нері Пеньялоса Владімір Руеда Ікенна Ібе-Акобі | 3.20,71    | АргентинаЕльберто Мельгарехо Ренцо Кремаскі Франко Флоріо Еліан Ларрегіна | 3.23,58 |
| Стрибки у висоту      | Тьягу Моура Бразилія                                            | 2,22       | Фернандо Феррейра Бразилія                                          | 2,16       | Себастьян Данерс Уругвай                                                  | 2,05    |
| Стрибки з жердиною    | змагання не проводились                                         |            |                                                                     |            |                                                                           |         |
| Стрибки в довжину     | Арновіс Дальмеро Колумбія                                       | 7,96       | Хосе Луїс Мандрос Перу                                              | 7,84       | Емільяно Ласа Уругвай                                                     | 7,79    |
| Потрійний стрибок     | Елтон Петронілью Бразилія                                       | 16,52      | Алмір дус Сантус Бразилія                                           | 16,39      | Леодан Торреальба Венесуела                                               | 16,05   |
| Штовхання ядра        | Велінгтон Мораїс Бразилія                                       | 20,92      | Вілліан Дураду Бразилія                                             | 20,60      | Хуан Мануель Ар'єгес Аргентина                                            | 17,32   |
| Семиборство           | Хосе Фернандо Феррейра Бразилія                                 | 5773       | Педро ді Олівейра Бразилія                                          | 5668       | Жерсон Ісагірре Венесуела                                                 | 5060    |

### Жінки
| Дисципліни            | Золото                                                          | Золото     | Срібло                                                                    | Срібло   | Бронза                       | Бронза   |
| --------------------- | --------------------------------------------------------------- | ---------- | ------------------------------------------------------------------------- | -------- | ---------------------------- | -------- |
| 60 метрів             | Ана Кароліна Азеведу Бразилія                                   | 7,16 CR    | Марлет Оспіно Колумбія                                                    | 7,22     | Анаїс Ернандес Чилі          | 7,31     |
| 400 метрів            | Марія Флоренсія Ламболья Аргентина                              | 55,35      | Ібеїс Ромеро Венесуела                                                    | 56,44    | Лусія Сотомайор Болівія      | 56,95    |
| 800 метрів            | Жаклін Вебер Бразилія                                           | 2.10,46    | Марія Рохас Венесуела                                                     | 2.11,65  | Сесілія Гомес Болівія        | 2.13,61  |
| 1500 метрів           | Аніта Пома Перу                                                 | 4.23,74 CR | Беніта Парра Болівія                                                      | 4.30,18  | Жулі да Сілва Бразилія       | 4.37,14  |
| 3000 метрів           | Беніта Парра Болівія                                            | 9.43,90 CR | Мікаела Рівера Перу                                                       | 10.00,12 | Габріела Мамані Болівія      | 11.00,21 |
| 60 метрів з бар'єрами | Кетілей Батіста Бразилія                                        | 8,11       | Гелен Бернард Стіллінг Аргентина                                          | 8,29     | Хенезіс Ромеро Венесуела     | 8,30     |
| 4×400 метрів          | БолівіяЛусія Сотомайор Маріана Арсе Наяна Арамайо Сесілія Гомес | 3.56,34    | АргентинаГелен Бернард Стіллінг Марлін Косс Вікторі Дзаноллі Белен Фріцше | 4.08,20  | не вручалась                 |          |
| Стрибки у висоту      | Арієллі Монтейру Бразилія                                       | 1,82       | Лорена Айрес Уругвай                                                      | 1,73     | Валділея Мартінс Бразилія    | 1,70     |
| Стрибки з жердиною    | Беатріс Чагас Бразилія                                          | 4,25 CR    | Ізабель де Куадрус Бразилія                                               | 4,20     | Кароліна Скарпоні Аргентина  | 4,05     |
| Стрибки в довжину     | Наталія Лінарес Колумбія                                        | 6,64 CR NR | Наталі Аранда Панама                                                      | 6,42     | Еліане Мартінс Бразилія      | 6,24     |
| Потрійний стрибок     | Регіклеція Кандіду Бразилія                                     | 14,17 CR   | Габрієле дус Сантус Бразилія                                              | 13,47    | Валерія Кіспе Болівія        | 13,17    |
| Штовхання ядра        | Івана Гальярдо Чилі                                             | 17,63      | Ана Кароліне Сілва Бразилія                                               | 16,65    | Лівія Авансіні Бразилія      | 15,92    |
| П'ятиборство          | Тамара ді Соуза Бразилія                                        | 4294 CR    | Роберта дус Сантус Бразилія                                               | 4253     | Ана Паула Аргуельйо Парагвай | 3395     |

## Медальний залік
| Місце                | Країна               | Золото | Срібло | Бронза | Загалом |
| -------------------- | -------------------- | ------ | ------ | ------ | ------- |
| 1                    | Бразилія             | 14     | 10     | 5      | 29      |
| 2                    | Болівія              | 3      | 4      | 4      | 11      |
| 3                    | Колумбія             | 3      | 1      | 0      | 4       |
| 4                    | Аргентина            | 2      | 2      | 5      | 9       |
| 5                    | Венесуела            | 1      | 3      | 4      | 8       |
| 6                    | Перу                 | 1      | 3      | 2      | 6       |
| 7                    | Чилі                 | 1      | 0      | 1      | 2       |
| 8                    | Уругвай              | 0      | 1      | 2      | 3       |
| 9                    | Панама               | 0      | 1      | 0      | 1       |
| 10                   | Парагвай             | 0      | 0      | 1      | 1       |
| Загалом (10 збірних) | Загалом (10 збірних) | 25     | 25     | 24     | 74      |